# Brazylijska Formuła Renault 2.0
| Brazylijska Formuła Renault | Brazylijska Formuła Renault |
| --------------------------- | --------------------------- |
| Kategoria                   | Wyścigi samochodowe         |
| Region                      | Brazylia                    |
| Pierwszy sezon              | 2002                        |
| Ostatni sezon               | 2006                        |
| Silnik                      | Renault                     |
| Ostatni mistrz kierowców    | Felipe Lapenna              |
| Ostatni mistrz zespołów     | Full Time Racing            |

Brazylijska Formuła Renault – seria wyścigowa samochodów jednomiejscowych organizowana w Brazylii pod szyldem wyścigów FIA Formuły Renault. W serii startowali kierowcy Formuły 1: Robert Kubica, Lucas Di Grassi oraz Nelson Piquet Jr.

## Mistrzowie
| Sezon | Mistrz           | Zespół           |
| ----- | ---------------- | ---------------- |
| 2002  | Sérgio Jimenez   | Bassani Racing   |
| 2003  | Allam Khodair    | Giaffone Racing  |
| 2004  | Alexandre Foizer | Cesario Fórmula  |
| 2005  | Nelson Merlo     | Bassani Racing   |
| 2006  | Felipe Lapenna   | Full Time Racing |